# 1953년 북해 홍수

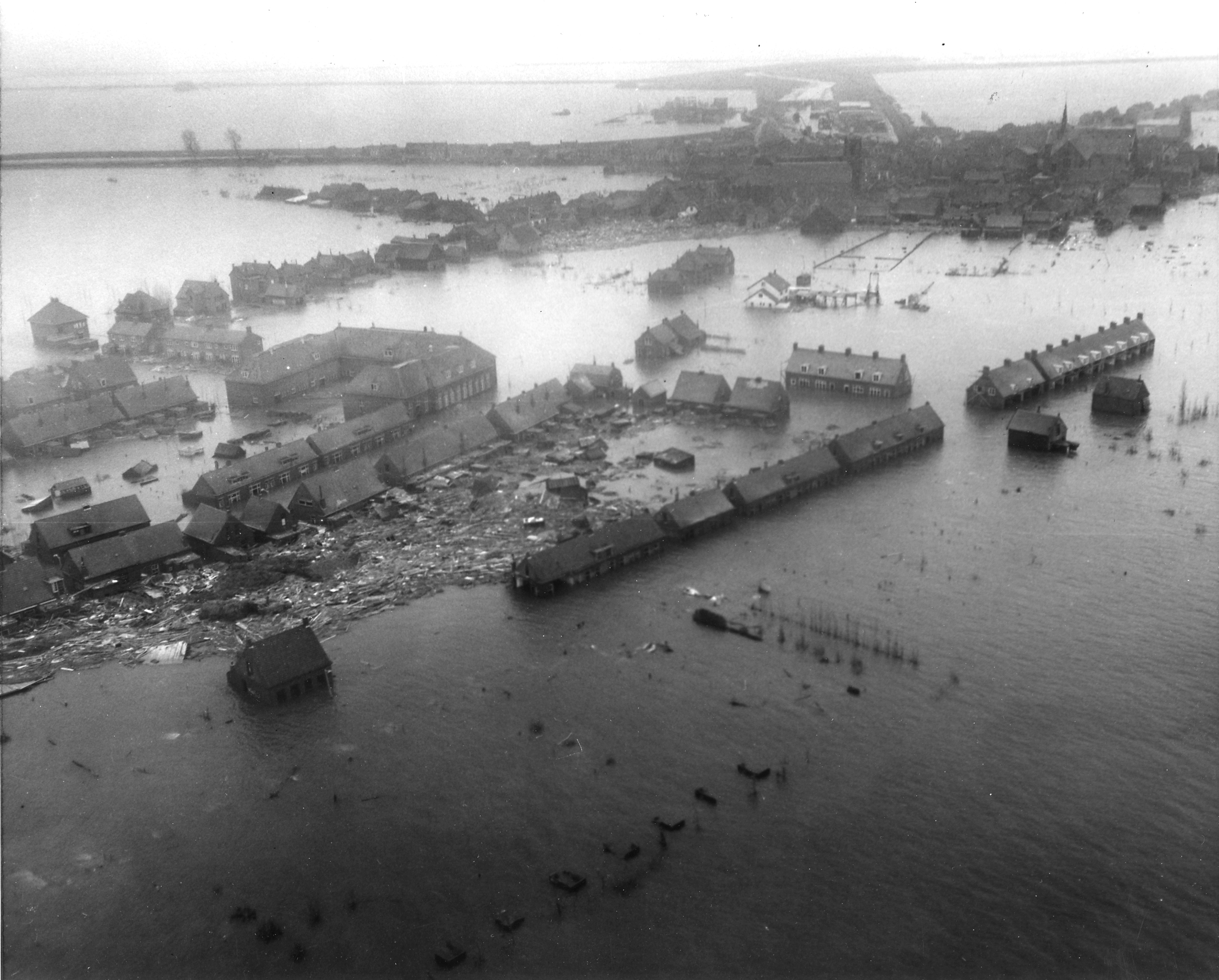

1953년 북해 홍수는 1953년 1월 31일부터 2월 1일까지 북해에서 일어난 홍수이다. 네덜란드, 벨기에, 잉글랜드, 스코틀랜드에게 피해를 입혔다. 총 2,551명이 사망하였으며, 네덜란드에서 1,836명, 잉글랜드에서 307명, 벨기에에서 28명, 스코틀랜드에서 19명, 해상에서 361명이 사망하였다. 네덜란드 농장의 9%가 피해를 입었다.

## 추모
2013년, 60주년을 맞아 체름스퍼드 대성당에서 추모 예배식이 열렸으며, 프린세스 로열 앤이 참석하였다.

## 같이 보기
- RAYNET